# کارستن کلی
کارستن کلی (انگلیسی: Carsten Klee؛ زادهٔ ۱۵ سپتامبر ۱۹۷۰) بازیکن فوتبال اهل آلمان است.
از باشگاه‌هایی که در آن بازی کرده‌است می‌توان به باشگاه فوتبال زاکسن لایپزیگ، باشگاه فوتبال تسویکاو، باشگاه فوتبال گروتر فورث، باشگاه فوتبال کارل زایس ینا، و باشگاه فوتبال هانزا روستوک اشاره کرد.
وی همچنین در تیم ملی فوتبال زیر ۲۱ سال آلمان شرقی بازی کرده‌است.